# 모더니즘 문학
모더니즘 문학(Literary modernism)은 19세기 말과 20세기 초에 시작되었으며 시와 산문 소설 쓰기 모두에서 전통적인 글쓰기 방식과 자의식적으로 분리된 것이 특징이다. 모더니즘은 "새롭게 만들다"라는 에즈라 파운드의 격언처럼 문학적 형식과 표현을 실험했다. 이 문학 운동은 전통적인 표현 방식을 뒤집고 시대의 새로운 감성을 표현하려는 의식적인 욕구에 의해 주도되었다. 제1차 세계 대전의 막대한 인적 비용으로 인해 사회에 대한 일반적인 가정이 재평가되었으며, 많은 모더니스트 저술은 20세기로 접어드는 모더니즘의 기술적 진보와 사회적 변화와 관련되어 있다. 모더니스트 문학에서 메리 앤 길리스(Mary Ann Gillies)는 이러한 문학적 주제가 "과거와의 의식적 단절의 중심성"을 공유하며, 이는 "변화하는 세계에 대한 대륙과 학문 분야에 걸친 복잡한 반응으로 나타나는" 것이라고 지적한다.

## 같이 보기
- 연극의 역사
- 성과학
- 20세기 문학
- 포스트모던 문학